# Lavia frons
El murciélago de alas amarillas (Lavia frons) es una de las cinco especies de falsos vampiros (familia Megadermatidae) de África.

## Descripción
El murciélago de alas amarillas tiene una longitud total de 58 a 80 mm, una envergadura de 36 cm en promedio y un peso de entre 28 y 36 g. Las hembras tienden a ser ligeramente mayores que los machos. El pelaje de esta especie está conformado por pelos largos de color gris perla o gris pizarra; los machos tienen pelo amarillo verdoso en las partes traseras y en el abdomen. Como su nombre sugiere, este murciélago tiene alas de color amarillo rojizo, al igual que otras membranas, la nariz y las orejas. Las membranas carecen de pelos en su mayor parte, aunque sí presentan pelaje en la parte superior de las alas. Las orejas son largas y puntiagudas, al igual que la nariz. Aunque este mamífero tiene una membrana inferfemoral avanzada, carece de cola externa. Los machos tienen glándulas en la parte inferior y posterior y secretan una sustancia amarillenta. Las hembras, por su parte, tienen pezones falsos en su parte trasera que ayudan a que las crías puedan sostenerse de ellas.

## Hábitat y alimentación
El murciélago de alas amarillas habita en una extensa zona de distribución que abarca la zona central de África. Se lo puede encontrar en Benín, Burkina Faso, Burundi, Camerún, la República Centroafricana, Chad, la República Democrática del Congo, Costa de Marfil, Eritrea, Etiopía, Gabón, Gambia, Ghana, Guinea Bissau, Kenia, Malaui, Mali, Níger, Nigeria, Ruanda, Senegal, Sierra Leona, Somalia, Sudán del Sur, Sudán, Tanzania, Togo, Uganda y Zambia. Su hábitat son los bosques y la sabana, en zonas con elevaciones inferiores a los dos mil metros sobre el nivel del mar. Prefiere las acacias y los arbustos espinosos cercanos a las fuentes de agua, en sitios donde la vegetación crece con amplios espacios entre sí, lo que le permite tener una mayor visión del territorio que lo rodea.
Esta especie se establece sobre árboles pequeños y arbustos. También se los puede ver dentro de las cavidades de los árboles y los edificios. Para armar su guarida, elige dos árboles separados: uno primario y otro secundario. El primario lo usa durante el día y antes de la noche. Los murciélagos vuelan entre ambos árboles, especialmente durante los días cálidos, para recibir sombra; estos vuelos suelen ser cortos, pero se han registrado vuelos más largos en las horas del mediodía.
A diferencia de otros falsos vampiros, este murciélago se alimenta solo de insectos y no de vertebrados pequeños. Estos insectos pueden ser termitas, escarabajos, ortópteros, lepidópteros y dípteros. El tamaño de las presas va desde "muy pequeñas a relativamente grandes". Este murciélago es un depredador pasivo, que permanece inmóvil esperando a sus presas y las ataca cuando vuelan cerca de él. Asimismo, puede ser presa de otros animales, como el milano murcielaguero, las serpientes de los géneros Dendroaspis y Boiga y el cernícalo vulgar.

## Estatus
La comunidad científica cuenta con escasos datos sobre el impacto de los seres humanos sobre la población de murciélagos de alas amarillas y no existen registros de la dinámica de la especie. No parece tener una amenaza en particular, pero aun así no es un animal muy común.